# Elezioni comunali in Toscana del 1995
Le elezioni comunali in Toscana del 1995 si tennero il 23 aprile, con ballottaggio il 7 maggio.

## Provincia di Arezzo

### Arezzo
| Candidati                     | Candidati              | II turno             | II turno          | I turno | I turno | Liste                                  | Voti   | %     | Seggi |
| Candidati                     | Candidati              | Voti                 | %                 | Voti    | %       | Liste                                  | Voti   | %     | Seggi |
| ----------------------------- | ---------------------- | -------------------- | ----------------- | ------- | ------- | -------------------------------------- | ------ | ----- | ----- |
|                               | Paolo Ricci ✔️ Sindaco | 33 496               | 60,85             | 29 587  | 47,48   | Partito Democratico della Sinistra     | 19 478 | 33,70 | 17    |
| Popolari                      | Paolo Ricci ✔️ Sindaco | 33 496               | 60,85             | 29 587  | 47,48   | 6 063                                  | 10,49  | 5     |       |
| Patto Democratico - FdV       | Paolo Ricci ✔️ Sindaco | 33 496               | 60,85             | 29 587  | 47,48   | 2 395                                  | 4,14   | 2     |       |
|                               | Pier Luigi Rossi       | 21 548               | 39,15             | 21 601  | 34,66   | Forza Italia - CCD - Sinistra Liberale | 10 219 | 17,68 | 5     |
| Alleanza Nazionale            | Pier Luigi Rossi       | 21 548               | 39,15             | 21 601  | 34,66   | 9 582                                  | 16,58  | 5     |       |
| Seggio di coalizione          | Seggio di coalizione   | Seggio di coalizione | 39,15             | 21 601  | 34,66   | 1                                      |        |       |       |
|                               | Emilio De Giudici      | Emilio De Giudici    | Emilio De Giudici | 6 468   | 10,38   | Partito della Rifondazione Comunista   | 6 103  | 10,56 | 2     |
| Seggio di coalizione          | Seggio di coalizione   | Seggio di coalizione | Emilio De Giudici | 6 468   | 10,38   | 1                                      |        |       |       |
|                               | Luigi Armandi          | Luigi Armandi        | Luigi Armandi     | 4 660   | 7,48    | Forza Arezzo                           | 2 542  | 4,40  | 1     |
| Unione dei Cittadini          | Luigi Armandi          | Luigi Armandi        | Luigi Armandi     | 4 660   | 7,48    | 1 417                                  | 2,45   | –     |       |
| Seggio di coalizione          | Seggio di coalizione   | Seggio di coalizione | Luigi Armandi     | 4 660   | 7,48    | 1                                      |        |       |       |
| Totale                        | Totale                 | 55 044               | 100               | 62 316  | 100     |                                        | 57 799 | 100   | 40    |
|                               |                        |                      |                   |         |         |                                        |        |       |       |
| Fonte: Ministero dell'interno |                        |                      |                   |         |         |                                        |        |       |       |

### Cortona
| Candidati                              | Candidati                   | Voti                        | %     | Liste                              | Voti   | %     | Seggi |
| -------------------------------------- | --------------------------- | --------------------------- | ----- | ---------------------------------- | ------ | ----- | ----- |
|                                        | Ilio Pasqui                 | 8.635                       | 56,75 | Partito Democratico della Sinistra | 6.208  | 43,31 | 9     |
| Partito della Rifondazione Comunista   | Ilio Pasqui                 | 8.635                       | 56,75 | 2.014                              | 14,05  | 3     |       |
|                                        | Camillo Mammoli             | 4.072                       | 26,76 | Lista Civica di Centro-destra      | 2.649  | 18,48 | 3     |
| Partito Popolare Italiano-Lista Civica | Camillo Mammoli             | 4.072                       | 26,76 | 1.142                              | 7,97   | 1     |       |
| Seggio al candidato sindaco            | Seggio al candidato sindaco | Seggio al candidato sindaco | 26,76 | 1                                  |        |       |       |
|                                        | Pio Frati                   | 1.484                       | 9,75  | Patto dei Democratici              | 1.348  | 9,40  | 2     |
|                                        | Luigi Checcarelli           | 1.025                       | 6,74  | Centro                             | 973    | 6,79  | 1     |
| Totale                                 | Totale                      | 15.216                      | 100   |                                    | 14.334 | 100   | 20    |

### San Giovanni Valdarno
| Candidati                                   | Candidati          | Voti   | %     | Liste                              | Voti   | %     | Seggi |
| ------------------------------------------- | ------------------ | ------ | ----- | ---------------------------------- | ------ | ----- | ----- |
|                                             | Gennaro Lo Santo   | 7.775  | 60,68 | Partito Democratico della Sinistra | 5.947  | 48,87 | 11    |
| Partito della Rifondazione Comunista        | Gennaro Lo Santo   | 7.775  | 60,68 | 1.037                              | 8,52   | 2     |       |
| Patto dei Democratici-Federazione dei Verdi | Gennaro Lo Santo   | 7.775  | 60,68 | 346                                | 2,84   | -     |       |
| Lega Nord                                   | Gennaro Lo Santo   | 7.775  | 60,68 | 172                                | 1,41   | -     |       |
|                                             | Alberto Cuccuini   | 4.176  | 32,59 | Insieme per San Giovanni Nuova     | 3.821  | 31,40 | 6     |
|                                             | Lucia Bacci        | 863    | 6,73  | Uniti per San Giovanni Valdarno    | 847    | 6,96  | 1     |
| colspan=2\| Totale                          | colspan=2\| Totale | 12.814 | 100   |                                    | 12.170 | 100   | 20    |

### Sansepolcro
| Candidati | Candidati         | Voti   | %     | Liste                                | Voti   | %     | Seggi |
| --------- | ----------------- | ------ | ----- | ------------------------------------ | ------ | ----- | ----- |
|           | Dario Casini      | 4.487  | 40,17 | Lista Civica di Centro-sinistra      | 4.354  | 40,16 | 12    |
|           | Maria Pia Oelker  | 2.177  | 19,49 | Centro-destra                        | 2.115  | 19,51 | 3     |
|           | Luigino Sarti     | 1.824  | 16,33 | Viva Sansepolcro                     | 1.748  | 16,12 | 2     |
|           | Tiziana Bianchini | 1.554  | 13,91 | Partito della Rifondazione Comunista | 1.544  | 14,24 | 2     |
|           | Massimo Canosci   | 1.129  | 10,11 | Patto dei Democratici-Lista Civica   | 1.080  | 9,96  | 1     |
| Totale    | Totale            | 11.171 | 100   |                                      | 10.841 | 100   | 20    |

## Provincia di Firenze

### Bagno a Ripoli
| Candidati | Candidati                               | Voti   | %     | Liste                                                        | Voti   | %     | Seggi |
| --------- | --------------------------------------- | ------ | ----- | ------------------------------------------------------------ | ------ | ----- | ----- |
|           | Mauro Zampoli Accede al ballottaggio    | 9.523  | 49,62 | Partito Democratico della Sinistra                           | 9.350  | 49,53 | 12    |
|           | Vincenzo Iannone Accede al ballottaggio | 4.770  | 24,86 | Forza Italia-Centro Cristiano Democratico-Alleanza Nazionale | 4.678  | 24,78 | 5     |
|           | Stefano Pisilli                         | 2.248  | 11,71 | Partito della Rifondazione Comunista                         | 2.233  | 11,83 | 2     |
|           | Andrea Orsini                           | 1.425  | 7,43  | Patto dei Democratici-Popolari                               | 1.426  | 7,55  | 1     |
|           | Fabio Garuglieri                        | 831    | 4,33  | Federazione dei Verdi                                        | 802    | 4,25  | -     |
|           | Paolo Caselli                           | 394    | 2,05  | Federazione Laburista                                        | 390    | 2,07  | -     |
| Totale    | Totale                                  | 19.191 | 100   |                                                              | 18.879 | 100   | 20    |

### Borgo San Lorenzo
| Candidati | Candidati                               | Voti   | %     | Liste                                | Voti   | %     | Seggi |
| --------- | --------------------------------------- | ------ | ----- | ------------------------------------ | ------ | ----- | ----- |
|           | Antonio Margheri Accede al ballottaggio | 4.681  | 42,63 | Lista Civica di Centro-sinistra      | 4.661  | 43,37 | 12    |
|           | Roberto Cicali Accede al ballottaggio   | 2.383  | 21,70 | Partito della Rifondazione Comunista | 2.385  | 22,19 | 3     |
|           | Enzo Squilloni                          | 2.363  | 21,52 | Lista Civica di Centro-sinistra      | 2.136  | 19,87 | 3     |
|           | Fabrizio Frizzi Baccioni                | 1.554  | 14,15 | Centro                               | 1.566  | 14,57 | 2     |
| Totale    | Totale                                  | 10.981 | 100   |                                      | 10.748 | 100   | 20    |

### Calenzano
| Candidati | Candidati                            | Voti   | %     | Liste                           | Voti   | %     | Seggi |
| --------- | ------------------------------------ | ------ | ----- | ------------------------------- | ------ | ----- | ----- |
|           | Fabrizio Marcello Braschi ✔️ Sindaco | 4.207  | 41,04 | Lista civica di centro-sinistra | 4.207  | 41,04 | 13    |
|           | Anna Nadetti                         | 2.898  | 28,27 | Rifondazione Comunista          | 2.898  | 28,27 | 4     |
|           | Sergio Gatteschi                     | 1.670  | 16,29 | Lista civica                    | 1.670  | 16,29 | 2     |
|           | Emilio Borelli                       | 804    | 7,84  | Lista civica                    | 804    | 7,84  | 1     |
|           | Franco Rocco                         | 672    | 6,56  | Lista civica di centro-sinistra | 672    | 6,56  | -     |
| Totale    | Totale                               | 11.226 | 100   |                                 | 11.226 | 100   | 20    |

### Campi Bisenzio
| Candidati | Candidati                | Voti   | %     | Liste                                | Voti   | %     | Seggi |
| --------- | ------------------------ | ------ | ----- | ------------------------------------ | ------ | ----- | ----- |
|           | Adriano Chini ✔️ Sindaco | 14.049 | 57,57 | Lista Civica di Centro-sinistra      | 13.142 | 55,63 | 18    |
|           | Salvatore Monti          | 3.482  | 14,27 | Forza Italia-Polo Popolare           | 3.550  | 15,03 | 5     |
|           | Alessandro Campagni      | 3.166  | 12,97 | Partito della Rifondazione Comunista | 3.222  | 13,64 | 4     |
|           | Pierluigi Rimediotti     | 2.336  | 9,57  | Alleanza Nazionale                   | 2.367  | 10,02 | 3     |
|           | Emanuele Bacci           | 733    | 3,00  | Centro Cristiano Democratico         | 691    | 2,92  | -     |
|           | Paolo Della Giovampaola  | 636    | 2,61  | Federazione dei Verdi                | 652    | 2,76  | -     |
| Totale    | Totale                   | 24.402 | 100   |                                      | 23.624 | 100   | 30    |

### Castelfiorentino
| Candidati                                   | Candidati               | Voti   | %     | Liste                                | Voti   | %     | Seggi |
| ------------------------------------------- | ----------------------- | ------ | ----- | ------------------------------------ | ------ | ----- | ----- |
|                                             | Paolo Regini ✔️ Sindaco | 9.195  | 74,09 | Partito Democratico della Sinistra   | 8.024  | 67,37 | 14    |
| Patto dei Democratici-Federazione dei Verdi | Paolo Regini ✔️ Sindaco | 9.195  | 74,09 | 695                                  | 5,84   | 1     |       |
|                                             | Mario Mori              | 1.332  | 10,73 | Partito della Rifondazione Comunista | 1.342  | 11,27 | 2     |
|                                             | Sabino Suppa            | 1.132  | 9,12  | Lista Civica di Centro-destra        | 1.138  | 9,55  | 2     |
|                                             | Romanello Cantini       | 752    | 6,06  | Centro                               | 711    | 5,97  | 1     |
| Totale                                      | Totale                  | 12.411 | 100   |                                      | 11.910 | 100   | 20    |

### Certaldo
| Candidati                            | Candidati                           | Voti   | %     | Liste                              | Voti   | %     | Seggi |
| ------------------------------------ | ----------------------------------- | ------ | ----- | ---------------------------------- | ------ | ----- | ----- |
|                                      | Rosalba Spini Ciampolini ✔️ Sindaco | 9.053  | 79,95 | Partito Democratico della Sinistra | 7.092  | 64,42 | 13    |
| Partito della Rifondazione Comunista | Rosalba Spini Ciampolini ✔️ Sindaco | 9.053  | 79,95 | 1.652                              | 15,01  | 3     |       |
|                                      | Maria Assunta Lucii Bezzini         | 2.271  | 20,05 | Lista Civica                       | 2.265  | 20,57 | 4     |
| Totale                               | Totale                              | 11.324 | 100   |                                    | 11.009 | 100   | 20    |

### Empoli
| Candidati                                   | Candidati                 | Voti   | %     | Liste                                                                                               | Voti   | %     | Seggi |
| ------------------------------------------- | ------------------------- | ------ | ----- | --------------------------------------------------------------------------------------------------- | ------ | ----- | ----- |
|                                             | Vittorio Bugli ✔️ Sindaco | 22.595 | 72,10 | Partito Democratico della Sinistra                                                                  | 17.199 | 56,00 | 18    |
| Partito della Rifondazione Comunista        | Vittorio Bugli ✔️ Sindaco | 22.595 | 72,10 | 3.776                                                                                               | 12,29  | 3     |       |
| Federazione Laburista-Federazione dei Verdi | Vittorio Bugli ✔️ Sindaco | 22.595 | 72,10 | 1.174                                                                                               | 3,82   | 1     |       |
|                                             | Nicola Nascosti           | 6.637  | 21,18 | Forza Italia-Alleanza Nazionale-Centro Cristiano Democratico-Caccia Pesca Ambiente-Socialisti-Altri | 6.528  | 21,25 | 6     |
|                                             | Patrizia Fusi             | 2.105  | 6,72  | Centro                                                                                              | 2.036  | 6,63  | 2     |
| Totale                                      | Totale                    | 31.337 | 100   | | 30.713 | 100   | 30    |

### Fiesole
| Candidati                            | Candidati                   | Voti                 | %     | Liste                                                        | Voti  | %     | Seggi |
| ------------------------------------ | --------------------------- | -------------------- | ----- | ------------------------------------------------------------ | ----- | ----- | ----- |
|                                      | Alessandro Pesci ✔️ Sindaco | 6.758                | 63,01 | Progressisti                                                 | 4.805 | 48,44 | 10    |
| Partito della Rifondazione Comunista | Alessandro Pesci ✔️ Sindaco | 6.758                | 63,01 | 1.411                                                        | 14,23 | 3     |       |
|                                      | Massimo De Sanctis          | 2.935                | 27,37 | Forza Italia-Alleanza Nazionale-Centro Cristiano Democratico | 2.255 | 22,73 | 4     |
| Partito Popolare Italiano            | Massimo De Sanctis          | 2.935                | 27,37 | 483                                                          | 4,87  | -     |       |
| Seggio di coalizione                 | Seggio di coalizione        | Seggio di coalizione | 27,37 | 1                                                            |       |       |       |
|                                      | Mario Dell'Omo              | 1.032                | 9,62  | Popolari                                                     | 653   | 6,58  | 1     |
| Federazione dei Verdi                | Mario Dell'Omo              | 1.032                | 9,62  | 312                                                          | 3,15  | -     |       |
| Seggio di coalizione                 | Seggio di coalizione        | Seggio di coalizione | 9,62  | 1                                                            |       |       |       |
| Totale                               | Totale                      | 10.725               | 100   |                                                              | 9.919 | 100   | 20    |

### Figline Valdarno
| Candidati | Candidati               | Voti   | %     | Liste                                | Voti   | %     | Seggi |
| --------- | ----------------------- | ------ | ----- | ------------------------------------ | ------ | ----- | ----- |
|           | Mauro Farini ✔️ Sindaco | 6.036  | 53,76 | Lista Civica di Sinistra             | 5.870  | 53,45 | 12    |
|           | Paolo Rossi             | 2.347  | 20,90 | Lista Civica                         | 2.300  | 20,94 | 4     |
|           | Giovanni Magnelli       | 1.455  | 12,96 | Partito della Rifondazione Comunista | 1.447  | 13,18 | 2     |
|           | Giancarlo Bellacci      | 1.390  | 12,38 | Alleanza Nazionale                   | 1.365  | 12,43 | 2     |
| Totale    | Totale                  | 11.228 | 100   |                                      | 10.982 | 100   | 20    |

### Firenze
|                                      | Mario Primicerio ✔️ Sindaco | 158 746              | 59,94 | Partito Democratico della Sinistra | 88 105  | 36,05 | 19 |  |  |
| Partito della Rifondazione Comunista | Mario Primicerio ✔️ Sindaco | 158 746              | 59,94 | 25 347                             | 10,37   | 5     |    |  |  |
| Patto dei Democratici                | Mario Primicerio ✔️ Sindaco | 158 746              | 59,94 | 9 090                              | 3,72    | 2     |    |  |  |
| Federazione dei Verdi                | Mario Primicerio ✔️ Sindaco | 158 746              | 59,94 | 7 168                              | 2,93    | 1     |    |  |  |
| Uniti per la Città                   | Mario Primicerio ✔️ Sindaco | 158 746              | 59,94 | 7 083                              | 2,90    | 1     |    |  |  |
| Federazione Laburista                | Mario Primicerio ✔️ Sindaco | 158 746              | 59,94 | 5 117                              | 2,09    | 1     |    |  |  |
| Partito Repubblicano Italiano        | Mario Primicerio ✔️ Sindaco | 158 746              | 59,94 | 2 115                              | 0,87    | –     |    |  |  |
| Intesa Fiorentina                    | Mario Primicerio ✔️ Sindaco | 158 746              | 59,94 | 1 703                              | 0,70    | –     |    |  |  |
|                                      | Giorgio Morales             | 58 339               | 22,03 | Forza Italia - CCD                 | 41 173  | 16,85 | 7  |  |  |
| Partito Popolare Italiano            | Giorgio Morales             | 58 339               | 22,03 | 10 389                             | 4,25    | 2     |    |  |  |
| Lista Pannella - Riformatori         | Giorgio Morales             | 58 339               | 22,03 | 2 914                              | 1,19    | –     |    |  |  |
| Seggio di coalizione                 | Seggio di coalizione        | Seggio di coalizione | 22,03 | 1                                  |         |       |    |  |  |
|                                      | Marco Cellai                | 42 116               | 15,90 | Alleanza Nazionale                 | 39 298  | 16,08 | 6  |  |  |
| Seggio di coalizione                 | Seggio di coalizione        | Seggio di coalizione | 15,90 | 1                                  |         |       |    |  |  |
|                                      | Alessandro Mazzerelli       | 2 511                | 0,95  | Movimento Autonomista Toscano      | 2 313   | 0,95  | –  |  |  |
|                                      | Domenico Valentino          | 1 780                | 0,67  | Valentino                          | 1 474   | 0,60  | –  |  |  |
|                                      | Paolo Vecchi                | 1 341                | 0,51  | Alleanza Umanista                  | 1 088   | 0,45  | –  |  |  |
| Totale                               | Totale                      | 264 833              | 100   |                                    | 244 377 | 100   | 46 |  |  |
|                                      |                             |                      |       |                                    |         |       |    |  |  |
| Fonte: Ministero dell'interno        |                             |                      |       |                                    |         |       |    |  |  |

### Fucecchio
| Candidati                                   | Candidati                | Voti   | %     | Liste                                        | Voti   | %     | Seggi |
| ------------------------------------------- | ------------------------ | ------ | ----- | -------------------------------------------- | ------ | ----- | ----- |
|                                             | Florio Talini ✔️ Sindaco | 8.987  | 64,32 | Partito Democratico della Sinistra           | 6.218  | 45,66 | 10    |
| Partito della Rifondazione Comunista        | Florio Talini ✔️ Sindaco | 8.987  | 64,32 | 1.626                                        | 11,94  | 2     |       |
| Federazione Laburista-Federazione dei Verdi | Florio Talini ✔️ Sindaco | 8.987  | 64,32 | 892                                          | 6,55   | 1     |       |
|                                             | Tullio Costagli          | 3.200  | 22,90 | Alternativa per Fucecchio (FI-AN-LN-CDU-PSR) | 3.148  | 23,12 | 5     |
|                                             | Silvia Melani            | 1.786  | 12,78 | Partito Popolare Italiano                    | 1.733  | 12,73 | 2     |
| Totale                                      | Totale                   | 13.973 | 100   |                                              | 13.617 | 100   | 20    |

### Lastra a Signa
| Candidati                            | Candidati                   | Voti   | %     | Liste                                        | Voti   | %     | Seggi |
| ------------------------------------ | --------------------------- | ------ | ----- | -------------------------------------------- | ------ | ----- | ----- |
|                                      | Carlo Moscardini ✔️ Sindaco | 7.035  | 56,93 | Partito Democratico della Sinistra           | 4.975  | 41,98 | 9     |
| Partito della Rifondazione Comunista | Carlo Moscardini ✔️ Sindaco | 7.035  | 56,93 | 1.750                                        | 14,77  | 3     |       |
|                                      | Stefano Falcioni            | 3.129  | 25,32 | FI-CCD-AN                                    | 3.013  | 25,42 | 5     |
|                                      | Giuseppe Pandolfini         | 1.177  | 9,52  | Partito Popolare Italiano                    | 1.127  | 9,51  | 2     |
|                                      | Alessandro Scarafuggi       | 1.016  | 8,22  | Indipendenti e Socialisti per Lastra a Signa | 986    | 8,32  | 1     |
| Totale                               | Totale                      | 12.357 | 100   |                                              | 11.851 | 100   | 20    |

### Pontassieve
| Candidati                       | Candidati               | Voti   | %     | Liste                                | Voti   | %     | Seggi |
| ------------------------------- | ----------------------- | ------ | ----- | ------------------------------------ | ------ | ----- | ----- |
|                                 | Mauro Perini ✔️ Sindaco | 10.115 | 68,53 | Partito Democratico della Sinistra   | 7.929  | 56,45 | 12    |
| Lista Civica di Centro-sinistra | Mauro Perini ✔️ Sindaco | 10.115 | 68,53 | 1.559                                | 11,10  | 2     |       |
|                                 | Giovanna Vaggelli       | 2.898  | 19,64 | Lista Civica di Centro-destra        | 2.799  | 19,93 | 4     |
|                                 | Nicola Rotondaro        | 1.746  | 11,83 | Partito della Rifondazione Comunista | 1.758  | 12,52 | 2     |
| Totale                          | Totale                  | 14.759 | 100   |                                      | 14.045 | 100   | 20    |

### San Casciano in Val di Pesa
| Candidati                            | Candidati                 | Voti   | %     | Liste                        | Voti   | %     | Seggi |
| ------------------------------------ | ------------------------- | ------ | ----- | ---------------------------- | ------ | ----- | ----- |
|                                      | Pietro Roselli ✔️ Sindaco | 6.925  | 63,23 | Coalizione Democratica       | 4.419  | 42,80 | 9     |
| Partito della Rifondazione Comunista | Pietro Roselli ✔️ Sindaco | 6.925  | 63,23 | 2.078                        | 20,13  | 4     |       |
|                                      | Liliano Sani              | 3.380  | 30,86 | Alternativa per San Casciano | 3.206  | 31,05 | 6     |
|                                      | Fabio Calonaci            | 647    | 5,91  | Pensiero Socialista          | 622    | 6,02  | 1     |
| Totale                               | Totale                    | 10.952 | 100   |                              | 10.325 | 100   | 20    |

### Scandicci
| Candidati             | Candidati                   | Voti                 | %     | Liste                                | Voti   | %     | Seggi |
| --------------------- | --------------------------- | -------------------- | ----- | ------------------------------------ | ------ | ----- | ----- |
|                       | Giovanni Doddoli ✔️ Sindaco | 21.469               | 59,07 | Partito Democratico della Sinistra   | 16.724 | 48,08 | 15    |
| Patto dei Democratici | Giovanni Doddoli ✔️ Sindaco | 21.469               | 59,07 | 2.181                                | 6,27   | 2     |       |
| Federazione dei Verdi | Giovanni Doddoli ✔️ Sindaco | 21.469               | 59,07 | 1.210                                | 3,48   | 1     |       |
| Federazione Laburista | Giovanni Doddoli ✔️ Sindaco | 21.469               | 59,07 | 504                                  | 1,45   | -     |       |
|                       | Luigi Baldini               | 8.585                | 23,62 | FI-CCD-CDU-Unione Federalista        | 4.284  | 12,32 | 3     |
| Alleanza Nazionale    | Luigi Baldini               | 8.585                | 23,62 | 3.625                                | 10,42  | 3     |       |
| Seggio di coalizione  | Seggio di coalizione        | Seggio di coalizione | 23,62 | 1                                    |        |       |       |
|                       | Francesco Mencaraglia       | 4.444                | 12,23 | Partito della Rifondazione Comunista | 4.420  | 12,71 | 4     |
|                       | Gian Paolo Lari             | 1.849                | 5,09  | Lega Nord-Partito Popolare Italiano  | 1.834  | 5,27  | 1     |
| Totale                | Totale                      | 36.347               | 100   |                                      | 34.782 | 100   | 30    |

### Sesto Fiorentino
| Candidati                 | Candidati                  | Voti                 | %     | Liste                                | Voti   | %     | Seggi |
| ------------------------- | -------------------------- | -------------------- | ----- | ------------------------------------ | ------ | ----- | ----- |
|                           | Andrea Barducci ✔️ Sindaco | 19.697               | 57,86 | Partito Democratico della Sinistra   | 17.449 | 53,26 | 18    |
| Patto dei Democratici     | Andrea Barducci ✔️ Sindaco | 19.697               | 57,86 | 762                                  | 2,33   | -     |       |
| PRI-Federazione Laburista | Andrea Barducci ✔️ Sindaco | 19.697               | 57,86 | 644                                  | 1,97   | -     |       |
|                           | Vito Veninata              | 6.952                | 20,42 | Forza Italia                         | 3.953  | 12,07 | 3     |
| Alleanza Nazionale        | Vito Veninata              | 6.952                | 20,42 | 2.604                                | 7,95   | 2     |       |
| Seggio di coalizione      | Seggio di coalizione       | Seggio di coalizione | 20,42 | 1                                    |        |       |       |
|                           | Riccardo Ugolini           | 3.593                | 10,56 | Partito della Rifondazione Comunista | 3.553  | 10,85 | 3     |
|                           | Piero Polli                | 1.374                | 4,04  | CCD-PPI                              | 1.393  | 4,25  | 1     |
|                           | Elia Facchini              | 1.260                | 3,70  | Popolari                             | 1.260  | 3,85  | 1     |
|                           | Alfredofranco Barbetti     | 1.064                | 3,13  | Federazione dei Verdi                | 1.053  | 3,21  | 1     |
|                           | Ivo Pessina                | 100                  | 0,29  | Alleanza Umanista                    | 90     | 0,27  | 1     |
| Totale                    | Totale                     | 34.040               | 100   |                                      | 32.761 | 100   | 30    |

## Provincia di Grosseto

### Follonica
| Candidati                       | Candidati                              | Voti                 | %     | Liste                                | Voti   | %     | Seggi |
| ------------------------------- | -------------------------------------- | -------------------- | ----- | ------------------------------------ | ------ | ----- | ----- |
|                                 | Emilio Bonifazi Accede al ballottaggio | 7.657                | 49,63 | Partito Democratico della Sinistra   | 5.554  | 37,60 | 9     |
| Lista Civica di Centro-sinistra | Emilio Bonifazi Accede al ballottaggio | 7.657                | 49,63 | 1.673                                | 11,33  | 3     |       |
| Seggio di coalizione            | Seggio di coalizione                   | Seggio di coalizione | 49,63 | 1                                    |        |       |       |
|                                 | Valter Valandro Accede al ballottaggio | 5.519                | 35,77 | Lista Civica di Centro-destra        | 5.385  | 36,45 | 7     |
|                                 | Marco Rossi                            | 1.592                | 10,32 | Partito della Rifondazione Comunista | 1.537  | 10,40 | 1     |
|                                 | Giorgio Cabras                         | 659                  | 4,27  | Federazione dei Verdi                | 623    | 4,22  | -     |
| Totale                          | Totale                                 | 15.427               | 100   |                                      | 14.772 | 100   | 20    |

## Provincia di Livorno

### Cecina
| Candidati             | Candidati                | Voti                 | %     | Liste                                | Voti   | %     | Seggi |
| --------------------- | ------------------------ | -------------------- | ----- | ------------------------------------ | ------ | ----- | ----- |
|                       | Claudio Vanni ✔️ Sindaco | 9.574                | 53,06 | Partito Democratico della Sinistra   | 7.310  | 43,38 | 11    |
| Patto dei Democratici | Claudio Vanni ✔️ Sindaco | 9.574                | 53,06 | 678                                  | 4,02   | 1     |       |
| Centro                | Claudio Vanni ✔️ Sindaco | 9.574                | 53,06 | 590                                  | 3,50   | -     |       |
| Federazione dei Verdi | Claudio Vanni ✔️ Sindaco | 9.574                | 53,06 | 484                                  | 2,87   | -     |       |
|                       | Pier Luigi Lorenzini     | 5.485                | 30,40 | Forza Italia                         | 2.696  | 16,00 | 3     |
| Alleanza Nazionale    | Pier Luigi Lorenzini     | 5.485                | 30,40 | 2.275                                | 13,50  | 2     |       |
| Seggio di coalizione  | Seggio di coalizione     | Seggio di coalizione | 30,40 | 1                                    |        |       |       |
|                       | Lucia Valori             | 1.619                | 8,97  | Partito della Rifondazione Comunista | 1.559  | 9,25  | 1     |
|                       | Franco Belcari           | 1.367                | 7,58  | Centro                               | 1.261  | 7,48  | 1     |
| Totale                | Totale                   | 18.045               | 100   |                                      | 16.853 | 100   | 20    |

### Collesalvetti
| Candidati                            | Candidati                          | Voti   | %     | Liste                              | Voti   | %     | Seggi |
| ------------------------------------ | ---------------------------------- | ------ | ----- | ---------------------------------- | ------ | ----- | ----- |
|                                      | Monica Lischi De Santis ✔️ Sindaco | 7.997  | 74,58 | Partito Democratico della Sinistra | 5.414  | 52,01 | 11    |
| Partito della Rifondazione Comunista | Monica Lischi De Santis ✔️ Sindaco | 7.997  | 74,58 | 1.262                              | 12,12  | 2     |       |
| Patto dei Democratici-Popolari       | Monica Lischi De Santis ✔️ Sindaco | 7.997  | 74,58 | 1.102                              | 10,59  | 2     |       |
|                                      | Rocco De Zio                       | 2.026  | 18,89 | Lista Civica di Centro-destra      | 1.968  | 18,90 | 4     |
|                                      | Fernando Giorgi                    | 700    | 6,53  | Federazione dei Verdi              | 664    | 6,38  | 1     |
| Totale                               | Totale                             | 10.723 | 100   |                                    | 10.410 | 100   | 20    |

### Livorno
|                               | Gianfranco Lamberti ✔️ Sindaco | 57 617               | 51,07 | Partito Democratico della Sinistra   | 42 621  | 39,41 | 19 |  |  |
| Popolari                      | Gianfranco Lamberti ✔️ Sindaco | 57 617               | 51,07 | 4 379                                | 4,05    | 2     |    |  |  |
| Patto dei Democratici         | Gianfranco Lamberti ✔️ Sindaco | 57 617               | 51,07 | 3 656                                | 3,38    | 1     |    |  |  |
| Federazione dei Verdi         | Gianfranco Lamberti ✔️ Sindaco | 57 617               | 51,07 | 3 088                                | 2,86    | 1     |    |  |  |
| Federazione Laburista - CS    | Gianfranco Lamberti ✔️ Sindaco | 57 617               | 51,07 | 2 906                                | 2,69    | 1     |    |  |  |
|                               | Walter Martigli                | 31 525               | 27,94 | Forza Italia - PP - CCD              | 17 173  | 15,88 | 5  |  |  |
| Alleanza Nazionale            | Walter Martigli                | 31 525               | 27,94 | 12 700                               | 11,74   | 4     |    |  |  |
| Seggio di coalizione          | Seggio di coalizione           | Seggio di coalizione | 27,94 | 1                                    |         |       |    |  |  |
|                               | Edda Fagni                     | 18 815               | 16,68 | Partito della Rifondazione Comunista | 17 391  | 16,08 | 5  |  |  |
| Seggio di coalizione          | Seggio di coalizione           | Seggio di coalizione | 16,68 | 1                                    |         |       |    |  |  |
|                               | Pier Fernando Giorgetti        | 2 901                | 2,57  | Partito Repubblicano Italiano        | 2 386   | 2,21  | –  |  |  |
|                               | Mario Cillari                  | 1 198                | 1,06  | Lista Pannella - Riformatori         | 1 170   | 1,08  | –  |  |  |
|                               | Gabriella Guarguaglini         | 759                  | 0,67  | Partito della Legge Naturale         | 670     | 0,62  | –  |  |  |
| Totale                        | Totale                         | 112 815              | 100   |                                      | 108 140 | 100   | 40 |  |  |
|                               |                                |                      |       |                                      |         |       |    |  |  |
| Fonte: Ministero dell'interno |                                |                      |       |                                      |         |       |    |  |  |

### Piombino
| Candidati                                                            | Candidati                    | Voti                 | %     | Liste                                | Voti   | %     | Seggi |
| -------------------------------------------------------------------- | ---------------------------- | -------------------- | ----- | ------------------------------------ | ------ | ----- | ----- |
|                                                                      | Luciano Guerrieri ✔️ Sindaco | 14.538               | 54,14 | Partito Democratico della Sinistra   | 12.127 | 47,30 | 16    |
| Popolari                                                             | Luciano Guerrieri ✔️ Sindaco | 14.538               | 54,14 | 1.075                                | 4,19   | 1     |       |
| Federazione Laburista-Socialdemocrazia-Partito Repubblicano Italiano | Luciano Guerrieri ✔️ Sindaco | 14.538               | 54,14 | 833                                  | 3,25   | 1     |       |
|                                                                      | Carlo Torlai                 | 5.239                | 19,51 | Nuova Piombino                       | 4.593  | 17,91 | 5     |
|                                                                      | Carmela Negro Elia           | 3.612                | 13,45 | Lista Civica di Centro-destra        | 3.772  | 14,71 | 4     |
|                                                                      | Luciano Di Gregorio          | 2.691                | 10,02 | Partito della Rifondazione Comunista | 1.875  | 7,31  | 2     |
| Federazione dei Verdi                                                | Luciano Di Gregorio          | 2.691                | 10,02 | 628                                  | 2,45   | -     |       |
| Seggio di coalizione                                                 | Seggio di coalizione         | Seggio di coalizione | 10,02 | 1                                    |        |       |       |
|                                                                      | Luca Cipollaro               | 771                  | 2,87  | Partito Popolare Italiano            | 738    | 2,88  | 1     |
| Totale                                                               | Totale                       | 26.851               | 100   |                                      | 25.641 | 100   | 30    |

### Rosignano Marittimo
| Candidati                                | Candidati                       | Voti                 | %     | Liste                      | Voti   | %     | Seggi |
| ---------------------------------------- | ------------------------------- | -------------------- | ----- | -------------------------- | ------ | ----- | ----- |
|                                          | Gianfranco Simoncini ✔️ Sindaco | 12.915               | 60,63 | Democratici per Rosignano  | 7.250  | 36,33 | 12    |
| Partito della Rifondazione Comunista     | Gianfranco Simoncini ✔️ Sindaco | 12.915               | 60,63 | 4.777                      | 23,94  | 4     |       |
|                                          | Maria Rosa Filidei              | 6.198                | 29,10 | Forza Italia-Polo Popolare | 2.854  | 14,30 | 4     |
| Alleanza Nazionale                       | Maria Rosa Filidei              | 6.198                | 29,10 | 2.572                      | 12,89  | 4     |       |
| Centro Cristiano Democratico-Città Nuova | Maria Rosa Filidei              | 6.198                | 29,10 | 439                        | 2,20   | -     |       |
| Seggio di coalizione                     | Seggio di coalizione            | Seggio di coalizione | 29,10 | 1                          |        |       |       |
|                                          | Mauro Doveri                    | 1.070                | 5,02  | Federazione dei Verdi      | 990    | 4,96  | 1     |
|                                          | Lorenzo Tanganelli              | 836                  | 3,92  | Unione Democratica         | 800    | 4,01  | 1     |
|                                          | Andrea Bruscino                 | 282                  | 1,32  | Lega Nord                  | 275    | 1,38  | -     |
| Totale                                   | Totale                          | 21.301               | 100   |                            | 19.957 | 100   | 30    |

## Provincia di Lucca

### Capannori
| Candidati                      | Candidati                                        | Voti                 | %     | Liste                        | Voti   | %     | Seggi |
| ------------------------------ | ------------------------------------------------ | -------------------- | ----- | ---------------------------- | ------ | ----- | ----- |
|                                | Ilio Micheloni Accede al ballottaggio            | 13.659               | 48,60 | Progressisti                 | 8.118  | 31,84 | 12    |
| Patto dei Democratici-Popolari | Ilio Micheloni Accede al ballottaggio            | 13.659               | 48,60 | 3.907                        | 15,32  | 6     |       |
|                                | Damiano Claudio Cecchetti Accede al ballottaggio | 10.097               | 35,93 | Forza Italia                 | 4.416  | 17,32 | 4     |
| Lista Civica                   | Damiano Claudio Cecchetti Accede al ballottaggio | 10.097               | 35,93 | 2.965                        | 11,63  | 3     |       |
| Centro Cristiano Democratico   | Damiano Claudio Cecchetti Accede al ballottaggio | 10.097               | 35,93 | 1.910                        | 7,49   | 1     |       |
| Seggio di coalizione           | Seggio di coalizione                             | Seggio di coalizione | 35,93 | 1                            |        |       |       |
|                                | Virginio Bertini                                 | 3.614                | 12,86 | Alleanza Nazionale           | 3.375  | 13,24 | 3     |
|                                | Marco Lorenzetti                                 | 735                  | 2,62  | Lista Pannella - Riformatori | 809    | 3,17  | -     |
| Totale                         | Totale                                           | 28.105               | 100   |                              | 25.500 | 100   | 30    |

### Massarosa
| Candidati                                | Candidati                                 | Voti                 | %     | Liste                  | Voti   | %     | Seggi |
| ---------------------------------------- | ----------------------------------------- | -------------------- | ----- | ---------------------- | ------ | ----- | ----- |
|                                          | Guglielmo Da Prato Accede al ballottaggio | 3.810                | 28,74 | Progressisti           | 2.538  | 21,17 | 9     |
| Popolari Democratici                     | Guglielmo Da Prato Accede al ballottaggio | 3.810                | 28,74 | 963                    | 8,03   | 3     |       |
|                                          | Narciso Cupisti Accede al ballottaggio    | 4.320                | 32,58 | Forza Italia           | 2.272  | 18,95 | 2     |
| Alleanza Nazionale-Caccia Pesca Ambiente | Narciso Cupisti Accede al ballottaggio    | 4.320                | 32,58 | 1.315                  | 10,97  | 1     |       |
| Centro Cristiano Democratico             | Narciso Cupisti Accede al ballottaggio    | 4.320                | 32,58 | 330                    | 2,75   | -     |       |
| Seggio di coalizione                     | Seggio di coalizione                      | Seggio di coalizione | 32,58 | 1                      |        |       |       |
|                                          | Giovanni Frati                            | 3.050                | 23,00 | Insieme per Massarosa  | 2.618  | 21,83 | 3     |
|                                          | Silvano Simonetti                         | 1.457                | 10,99 | Rifondazione Comunista | 1.415  | 11,80 | 1     |
|                                          | Maria Giannecchini                        | 622                  | 4,69  | Centro                 | 539    | 4,50  | -     |
| Totale                                   | Totale                                    | 13.259               | 100   |                        | 11.990 | 100   | 20    |

## Provincia di Pisa

### Pontedera
| Candidati                       | Candidati               | Voti                 | %     | Liste                                                    | Voti   | %     | Seggi |
| ------------------------------- | ----------------------- | -------------------- | ----- | -------------------------------------------------------- | ------ | ----- | ----- |
|                                 | Enrico Rossi ✔️ Sindaco | 12.419               | 67,57 | Partito Democratico della Sinistra                       | 6.765  | 39,83 | 9     |
| Lista Civica di Centro-sinistra | Enrico Rossi ✔️ Sindaco | 12.419               | 67,57 | 2.020                                                    | 11,89  | 2     |       |
| Popolari                        | Enrico Rossi ✔️ Sindaco | 12.419               | 67,57 | 1.954                                                    | 11,50  | 2     |       |
| Lega Nord                       | Enrico Rossi ✔️ Sindaco | 12.419               | 67,57 | 245                                                      | 1,44   | -     |       |
| Lista Civica                    | Enrico Rossi ✔️ Sindaco | 12.419               | 67,57 | 193                                                      | 1,14   | -     |       |
|                                 | Sergio Giuntoli         | 4.236                | 23,05 | Polo per Pontedera (FI-AN-Caccia Pesca Ambiente-CCD-UdC) | 4.089  | 24,07 | 5     |
|                                 | Alessandro Frosini      | 1.724                | 9,38  | Rifondazione Comunista                                   | 1.401  | 8,25  | 1     |
| Federazione dei Verdi           | Alessandro Frosini      | 1.724                | 9,38  | 319                                                      | 1,88   | -     |       |
| Seggio di coalizione            | Seggio di coalizione    | Seggio di coalizione | 9,38  | 1                                                        |        |       |       |
| Totale                          | Totale                  | 18.379               | 100   |                                                          | 16.986 | 100   | 20    |

### San Giuliano Terme
| Candidati                       | Candidati                   | Voti                 | %     | Liste                              | Voti   | %     | Seggi |
| ------------------------------- | --------------------------- | -------------------- | ----- | ---------------------------------- | ------ | ----- | ----- |
|                                 | Gabriele Santoni ✔️ Sindaco | 13.350               | 66,66 | Partito Democratico della Sinistra | 7.767  | 40,48 | 9     |
| Rifondazione Comunista          | Gabriele Santoni ✔️ Sindaco | 13.350               | 66,66 | 3.394                              | 17,69  | 4     |       |
| Lista Civica di Centro-sinistra | Gabriele Santoni ✔️ Sindaco | 13.350               | 66,66 | 1.035                              | 5,39   | 1     |       |
| Federazione dei Verdi           | Gabriele Santoni ✔️ Sindaco | 13.350               | 66,66 | 684                                | 3,56   | -     |       |
|                                 | Marcello Boschi             | 4.980                | 24,87 | Alleanza Nazionale                 | 3.414  | 17,79 | 3     |
| Centro                          | Marcello Boschi             | 4.980                | 24,87 | 1.220                              | 6,36   | 1     |       |
| Seggio di coalizione            | Seggio di coalizione        | Seggio di coalizione | 24,87 | 1                                  |        |       |       |
|                                 | Alfio Grassini              | 1.329                | 6,64  | Patto dei Democratici              | 1.327  | 6,92  | 1     |
|                                 | Giacomo Puccini             | 368                  | 1,84  | Lista Pannella - Riformatori       | 348    | 1,81  | -     |
| Totale                          | Totale                      | 20.027               | 100   |                                    | 19.189 | 100   | 20    |

### San Miniato
| Candidati                | Candidati                | Voti   | %     | Liste                              | Voti   | %     | Seggi |
| ------------------------ | ------------------------ | ------ | ----- | ---------------------------------- | ------ | ----- | ----- |
|                          | Alfonso Lippi ✔️ Sindaco | 13.083 | 76,10 | Partito Democratico della Sinistra | 8.658  | 53,68 | 12    |
| Rifondazione Comunista   | Alfonso Lippi ✔️ Sindaco | 13.083 | 76,10 | 2.415                              | 14,97  | 3     |       |
| Laburisti e Repubblicani | Alfonso Lippi ✔️ Sindaco | 13.083 | 76,10 | 1.145                              | 7,10   | 1     |       |
|                          | Fabrizio Buggiani        | 2.237  | 13,01 | Fatti non Parole                   | 2.194  | 13,60 | 2     |
|                          | Renzo Lapi               | 1.872  | 10,89 | Il Comune verso il 2000            | 1.716  | 10,64 | 2     |
| Totale                   | Totale                   | 17.192 | 100   |                                    | 16.128 | 100   | 20    |

## Provincia di Pistoia

### Monsummano Terme
| Candidati                  | Candidati                  | Voti                 | %     | Liste                   | Voti   | %     | Seggi |
| -------------------------- | -------------------------- | -------------------- | ----- | ----------------------- | ------ | ----- | ----- |
|                            | Marcello Venier ✔️ Sindaco | 6.425                | 50,81 | Progressisti            | 4.539  | 41,60 | 9     |
| Partito Popolare Italiano  | Marcello Venier ✔️ Sindaco | 6.425                | 50,81 | 868                     | 7,95   | 1     |       |
|                            | Marcello Bonfanti          | 3.174                | 25,10 | Rifondazione Comunista  | 1.554  | 14,24 | 2     |
| Alternativa per Monsummano | Marcello Bonfanti          | 3.174                | 25,10 | 1.135                   | 10,40  | 2     |       |
| Seggio di coalizione       | Seggio di coalizione       | Seggio di coalizione | 25,10 | 1                       |        |       |       |
|                            | Graziella Cortesi          | 3.045                | 24,08 | Polo Civico (FI-AN-CCD) | 2.816  | 25,81 | 5     |
| Totale                     | Totale                     | 12.644               | 100   |                         | 10.912 | 100   | 20    |

### Montecatini Terme
| Candidati                | Candidati                              | Voti                 | %     | Liste                                  | Voti   | %     | Seggi |
| ------------------------ | -------------------------------------- | -------------------- | ----- | -------------------------------------- | ------ | ----- | ----- |
|                          | Corrado Messeri Accede al ballottaggio | 4.329                | 31,16 | PDS-SI                                 | 2.963  | 24,03 | 10    |
| Lega Nord-Indipendenti   | Corrado Messeri Accede al ballottaggio | 4.329                | 31,16 | 885                                    | 7,18   | 2     |       |
|                          | Mario Bagnoli Accede al ballottaggio   | 5.456                | 39,27 | Alleanza Nazionale                     | 2.585  | 20,97 | 2     |
| Forza Italia-Riformatori | Mario Bagnoli Accede al ballottaggio   | 5.456                | 39,27 | 1.959                                  | 15,89  | 1     |       |
| Seggio di coalizione     | Seggio di coalizione                   | Seggio di coalizione | 39,27 | 1                                      |        |       |       |
|                          | Brunetto Biondi                        | 2.910                | 20,94 | PPI-CCD-PRI-Partito Liberaldemocratico | 1.547  | 12,55 | 1     |
| Centro                   | Brunetto Biondi                        | 2.910                | 20,94 | 1.251                                  | 10,15  | 1     |       |
| Seggio di coalizione     | Seggio di coalizione                   | Seggio di coalizione | 20,94 | 1                                      |        |       |       |
|                          | Riccardo Heinen                        | 1.200                | 8,64  | Rifondazione Comunista                 | 1.140  | 9,25  | 1     |
| Totale                   | Totale                                 | 13.895               | 100   |                                        | 12.330 | 100   | 20    |

## Provincia di Prato

### Prato
|                                  | Fabrizio Mattei ✔️ Sindaco | 60 988               | 54,58 | Partito Democratico della Sinistra   | 47 316  | 44,35 | 20 |  |  |
| Popolari                         | Fabrizio Mattei ✔️ Sindaco | 60 988               | 54,58 | 5 345                                | 5,01    | 2     |    |  |  |
| Patto dei Democratici            | Fabrizio Mattei ✔️ Sindaco | 60 988               | 54,58 | 2 767                                | 2,59    | 1     |    |  |  |
| Federazione dei Verdi            | Fabrizio Mattei ✔️ Sindaco | 60 988               | 54,58 | 2 407                                | 2,26    | 1     |    |  |  |
| Federazione Laburista - CS - PRI | Fabrizio Mattei ✔️ Sindaco | 60 988               | 54,58 | 1 089                                | 1,02    | –     |    |  |  |
|                                  | Lamberto Cecchi            | 40 233               | 36,01 | Forza Italia - Il Polo Popolare      | 20 756  | 19,46 | 7  |  |  |
| Alleanza Nazionale               | Lamberto Cecchi            | 40 233               | 36,01 | 13 635                               | 12,78   | 4     |    |  |  |
| Lista Civica                     | Lamberto Cecchi            | 40 233               | 36,01 | 2 917                                | 2,73    | 1     |    |  |  |
| Seggio di coalizione             | Seggio di coalizione       | Seggio di coalizione | 36,01 | 1                                    |         |       |    |  |  |
|                                  | Gino Neri                  | 8 775                | 7,85  | Partito della Rifondazione Comunista | 8 818   | 8,27  | 2  |  |  |
| Seggio di coalizione             | Seggio di coalizione       | Seggio di coalizione | 7,85  | 1                                    |         |       |    |  |  |
|                                  | Stefania Mari              | 1 736                | 1,55  | Lega Nord - PSR                      | 1 632   | 1,53  | –  |  |  |
| Totale                           | Totale                     | 111 732              | 100   |                                      | 106 682 | 100   | 40 |  |  |
|                                  |                            |                      |       |                                      |         |       |    |  |  |
| Fonte: Ministero dell'interno    |                            |                      |       |                                      |         |       |    |  |  |

## Provincia di Siena

### Colle di Val d'Elsa
| Candidati             | Candidati                 | Voti   | %     | Liste                                | Voti   | %     | Seggi |
| --------------------- | ------------------------- | ------ | ----- | ------------------------------------ | ------ | ----- | ----- |
|                       | Marco Spinelli ✔️ Sindaco | 8.004  | 64,06 | Partito Democratico della Sinistra   | 7.326  | 60,87 | 13    |
| Federazione dei Verdi | Marco Spinelli ✔️ Sindaco | 8.004  | 64,06 | 1.264                                | 10,50  | 2     |       |
|                       | Pietro Fratiglioni        | 1.951  | 15,62 | Lista Civica di Centro-destra        | 1.857  | 15,43 | 3     |
|                       | Leonardo Corsoni          | 1.305  | 11,55 | Partito Popolare Italiano            | 352    | 2,92  | 1     |
|                       | Livio Pini                | 1.234  | 9,88  | Partito della Rifondazione Comunista | 1.236  | 10,27 | 1     |
| Totale                | Totale                    | 12.494 | 100   |                                      | 12.035 | 100   | 20    |

### Poggibonsi
| Candidati | Candidati                   | Voti   | %     | Liste                                | Voti   | %     | Seggi |
| --------- | --------------------------- | ------ | ----- | ------------------------------------ | ------ | ----- | ----- |
|           | Fabio Ceccherini ✔️ Sindaco | 11.976 | 62,26 | Partito Democratico della Sinistra   | 11.774 | 62,27 | 14    |
|           | Simone De Santi             | 2.506  | 13,03 | Lista Civica di Centro-destra        | 2.350  | 12,43 | 2     |
|           | Bruno Bruni                 | 2.416  | 12,56 | Popolari-Democratici                 | 2.373  | 12,55 | 2     |
|           | Giordano Pieroni            | 2.338  | 12,15 | Partito della Rifondazione Comunista | 2.410  | 12,75 | 2     |
| Totale    | Totale                      | 19.236 | 100   |                                      | 18.907 | 100   | 20    |